# بدا (الوجه)
بداء من البلدان التابعة لمحافظة الوجه شمال غرب المملكة العربية السعودية وهي ذات إرث تاريخي وحضاري كبير.

## الموقع الجغرافي
تقع قرية بداء بين خطي طول 36,50_36,55 ودائرتي عرض 26,50_26,55 في شمال شرق محافظة الوجه الواقعة في شمال غرب المملكة العربية السعودية والتابعة إداريًا لمنطقة تبوك، وتتميز بدا بأنها معبر رائيسي  يربطها بالوجه  يبلغ طوله 90كم يمر بمركزي أبا القزاز والكر، كما تتصل بداء بالقرى مجاورة لها عبر طرق   مثل: طريق بدا- شغب -ضباء - نيوم ، وطريق النجد الذي يصلها بمدينة العلا مرورًا بمركز النجيل.وطريق تبوك + ام قف_ ابو راكه _ الفارعه  كما يوجد في بدا عددًا من الإدارات الحكومية مثل: الإمارة والشرطة والبلديه والدفاع المدني والهلال الاحمر والزراعه  ، مما جعلها مركزًا إداري مهمًا في محافظة الوجه، ويبلغ عدد السكان قرابة 7الاف نسمة كما يوجد بها مدارس للبنين والبنات، ومركز صحي، ومركز للتنمية الإجتماعيه،ومكتب للإرشاد الزراعي؛ ولعل السبب في وجود المكتب الزراعي ما تتميز به بدا من الأهمية الزراعية حيث تحيط بها من جهاتها الثلاث- الشمالية، الشرقية، الغربية- بساتين النخيل فضلاً عن وجود أراضي أخرى صالحة للزراعة في بلدة بدا مما جعلها من أهم الواحات الزراعية في محافظة الوجه 

## أصل التسمية ومدلولها اللغوي
- كلمة بدا وردت في القرآن الكريم في ست آيات، وقد أتت فيها بمعنى: ظهر.
- ووردت لفظة بدا في معاجم اللغة العربية بمعان عدة وهي:
- ظهور الشيء أو بروزه لأول مرة
- المكان البارز أو الظاهر
- المنزل والمقام الواقع في البادية.
- مكان تجمع البادية بعد انتقالهم إليه من الحاضرة ليصبحوا أكثر قربًا من الكلأ.

ويعلل سكان بدا المعاصرون سبب تسمية بلدتهم فيما مفاده أن أجدادهم الأوائل حفروا بئرًا وعندما خرج ماؤها صاح الذي في جوفها: ( أبشروا بدا الماء، غجاء اسم المكان على هذه الحادثة).
ولا يستبعد أن يعود اسم بدا إلى اللغات القديمة المستخدمة في المنطقة فيما قبل الميلاد خصوصً أنه ينتهي بحرف الألف مثل المواقع التي أشارت لها المصادر الكلاسيكية، ومنها: تباوا (تبوك)، سواكا (شواق)، حجرا (الحجر)، كرا (ألكر).ويرى بعض الباحثين أن هذه الأسماء متوراثة منذ القدم ولم تعلل تعليلاً مريحًا في اللغة العربية.

## التضاريس

### المرتفعات الواقة في وسط واحة بدا
- جبل شُهَيْبَة بدا الشمالية.
- جبل شُهَيْبَة بدا الجنوبية.
- جبل أُزينِم الأعلى.
- جبل أُزينِم الأسفل.
- جبل نَعْل.
- جبل أدم.

### المرتفعات المحيطة بواحة بدا
- جبل دوثل.
- جبلي العقابل وسويقة.
- جبل حامر.
- جبل السيير.
- جبل ترشد.
- ضلع الجبيل.

### الأودية في بدا
- وادي النّجد.
- وادي بدا.
- وادي كَلْخَة.
- وادي أبو القَزَاز.[3]